# Smithfield (Südafrika)
Smithfield ist eine Stadt in der südafrikanischen Provinz Freistaat. Sie liegt in der Lokalgemeinde Mohokare im Distrikt Xhariep.

## Geographie
Smithfield hat 1195 Einwohner (Volkszählung 2011). Östlich liegt das Township Mofulatshepe mit 3584 Einwohnern. Smithfield und Mofulatshepe liegen unmittelbar südlich eines rund 60 Meter höheren Plateaus, in dem sich der Smithfield Dam befindet. Bis zum Caledon, einem Nebenfluss des Oranje, sind es rund 13 Kilometer Richtung Süden.

## Geschichte
Im Tal des Caledon lebten ab den 1830er Jahren burische Farmer. Der Ort wurde 1849 auf der Farm Rietpoort als dritte burische Siedlung des späteren Oranje-Freistaats als New Smithfield gegründet und nach dem damaligen Gouverneur der Kapkolonie, Sir Harry Smith, benannt. Zur Zeit der Gründung gehörte der Ort zur Orange River Sovereignty. Smithfield war Verwaltungssitz des Caledon-Distrikts. Die Grenze zu den Basotho unter Moshoeshoe I. im Osten war noch unklar; unweit von Smithfield lag die Beersheba-Mission der Société des missions évangéliques de Paris, die ein Anlaufpunkt von Basotho und Batswana war. Nach dem Senekal-Krieg und dem Seqiti-Krieg wurde die Grenze ostwärts verschoben.
1907 bis 1939 war Barry Hertzog Abgeordneter des Wahlkreises Smithfield in den Parlamenten der Oranjefluss-Kolonie und der Südafrikanischen Union. 1948 erhielt Smithfield Gemeindestatus.

## Wirtschaft und Verkehr
Haupteinnahmequelle ist die Landwirtschaft.
Smithfield liegt an der National Route 6, die unter anderem von Reddersburg im Norden nach Rouxville im Süden führt, und an der R701, die Bethulie im Westen mit dem östlich gelegenen Wepener verbindet.

## Sonstiges
- Christiaan de Wet (1854–1922), burischer General, wurde unweit der Stadt auf der Farm Leeukoop geboren.
- Der Wilton/Smithfield-Komplex beschreibt eine Periode des Jungpaläolithikums in Südafrika.[6]